# Sacristán

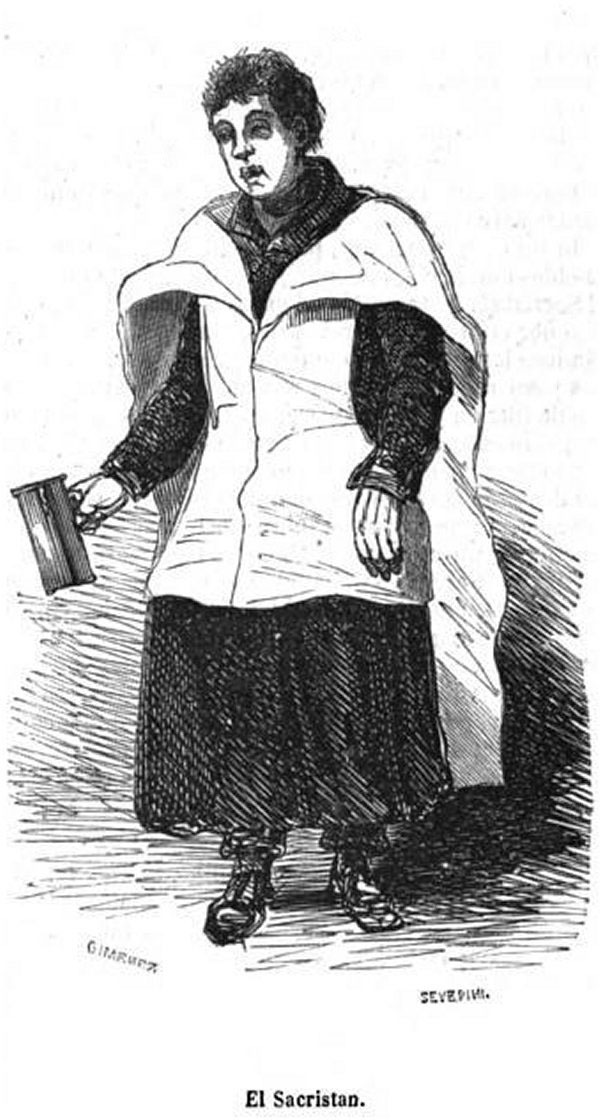
Sacristan

Un sacristán es la persona (laica o religiosa) que se encuentra a cargo de la sacristía y de la custodia de los objetos sagrados que contiene; asiste al sacerdote en las labores de cuidado y limpieza de la iglesia y es, además, el encargado de preparar todo lo necesario para la celebración de la misa.

## Historia
En la antigüedad muchas de las funciones del sacristán fueron realizadas por los ostiarii, posteriormente por los mansionarii y los tesoreros. Los Decretos de Gregorio IX hablan del sacristán como si tuviera una oficina adjunta a la honorable, y afirman que su deber era el de cuidar los vasos, ornamentos y luces sagradas. Hoy en día el sacristán puede ser elegido o designado directamente. El Cæremoniale Episcoporum prescribió que en catedrales y colegiatas, el sacristán debía ser un sacerdote, describiendo sus funciones en lo que respecta a la sacristía, a la eucaristía, a la pila bautismal, los crismas, la decoración de la iglesia, el mantenimiento del orden dentro de la misma, la preparación de las ceremonias, el repique de las campanas de la iglesia, la distribución de los feligreses, y por último, se sugirió que se nombrara a uno o dos canónigos que supervisaran la labor del sacristán y sus asistentes.